# Volby do Evropského parlamentu ve Finsku 2004
Volby do Evropského parlamentu se potřetí ve Finsku uskutečnily dne 13. června 2004.
Voleb se účastnilo 14 politických uskupení, z nichž šest získalo v EP mandát.
Ze 14 mandátů, které Finsku v EP příslušejí, získala konzervativně-liberální Národní koalice 4 (23,71 %), centristický Finský střed 4 (23,37 %), finská sociální demokracie 3 (21,16 %), Zelená liga 1 (10,43 %), Levicový svaz 1 (9,13 %), a Švédská lidová strana, zastupující švédskojazyčnou menšinu ve Finsku, 1 (5,70 %). Více než 1 % získali ještě Finští křesťanští demokraté (4,28 %), což však u nich, a ani u stran s nižším procentem hlasů, na zisk mandátu nestačilo.
Volební účast byla 39,4 (41,1) %.